# José Juan Almeyra
José Juan Almeyra es una localidad argentina del partido de Navarro, provincia de Buenos Aires.

## Población
Cuenta con 207 habitantes (Indec, 2010), lo que representa un descenso del 10 % frente a los 230 habitantes (Indec, 2001) del censo anterior.
| Gráfica de evolución demográfica de José Juan Almeyra entre 1991 y 2010 |
|                                                                         |
| Fuente: Censos nacionales del INDEC                                     |